# Universitäts- und Landesbibliothek Darmstadt
Koordinaten: 49° 52′ 35,5″ N, 8° 39′ 27,5″ O

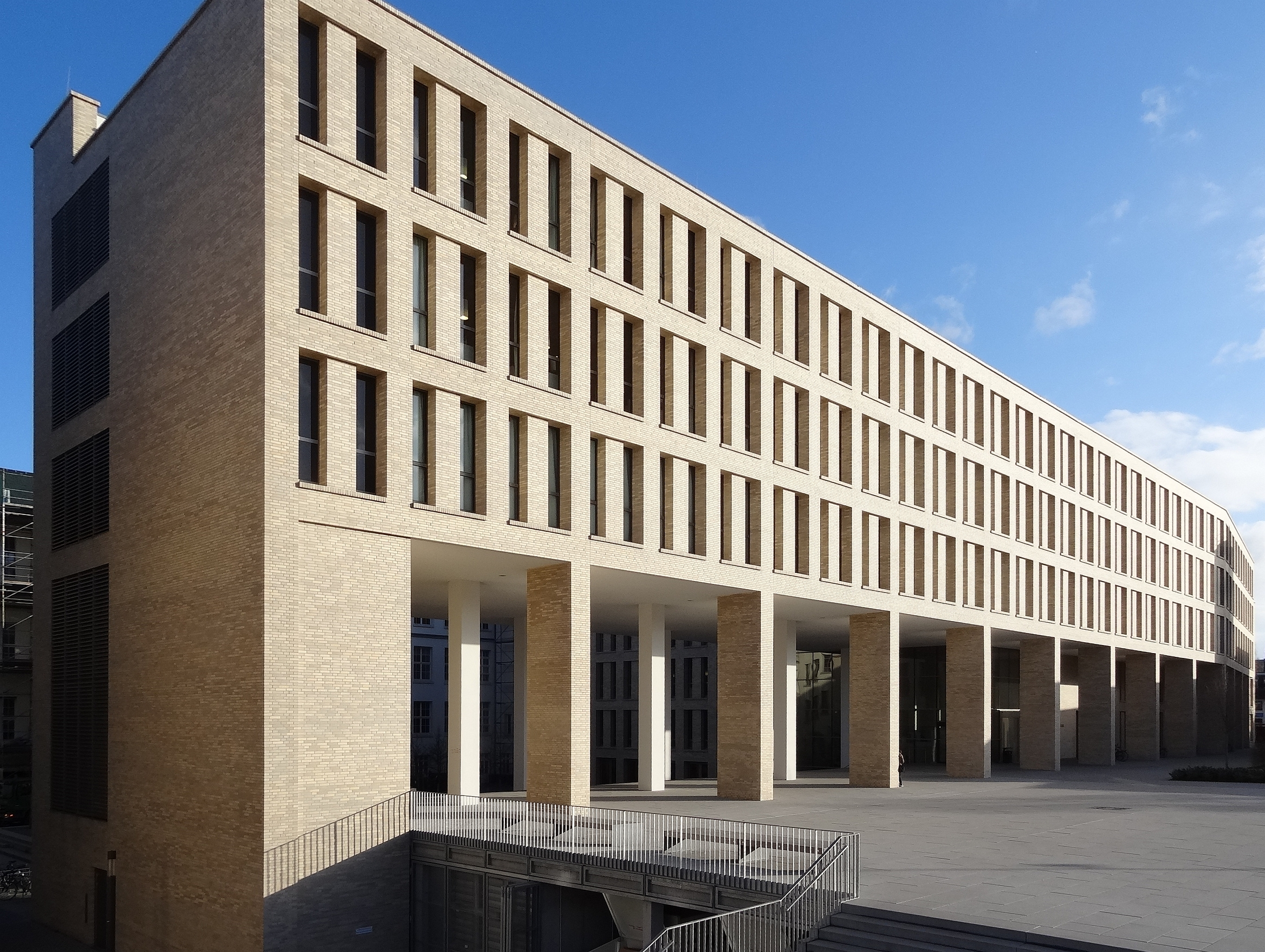
Außenansicht des Neubaus ULB Stadtmitte

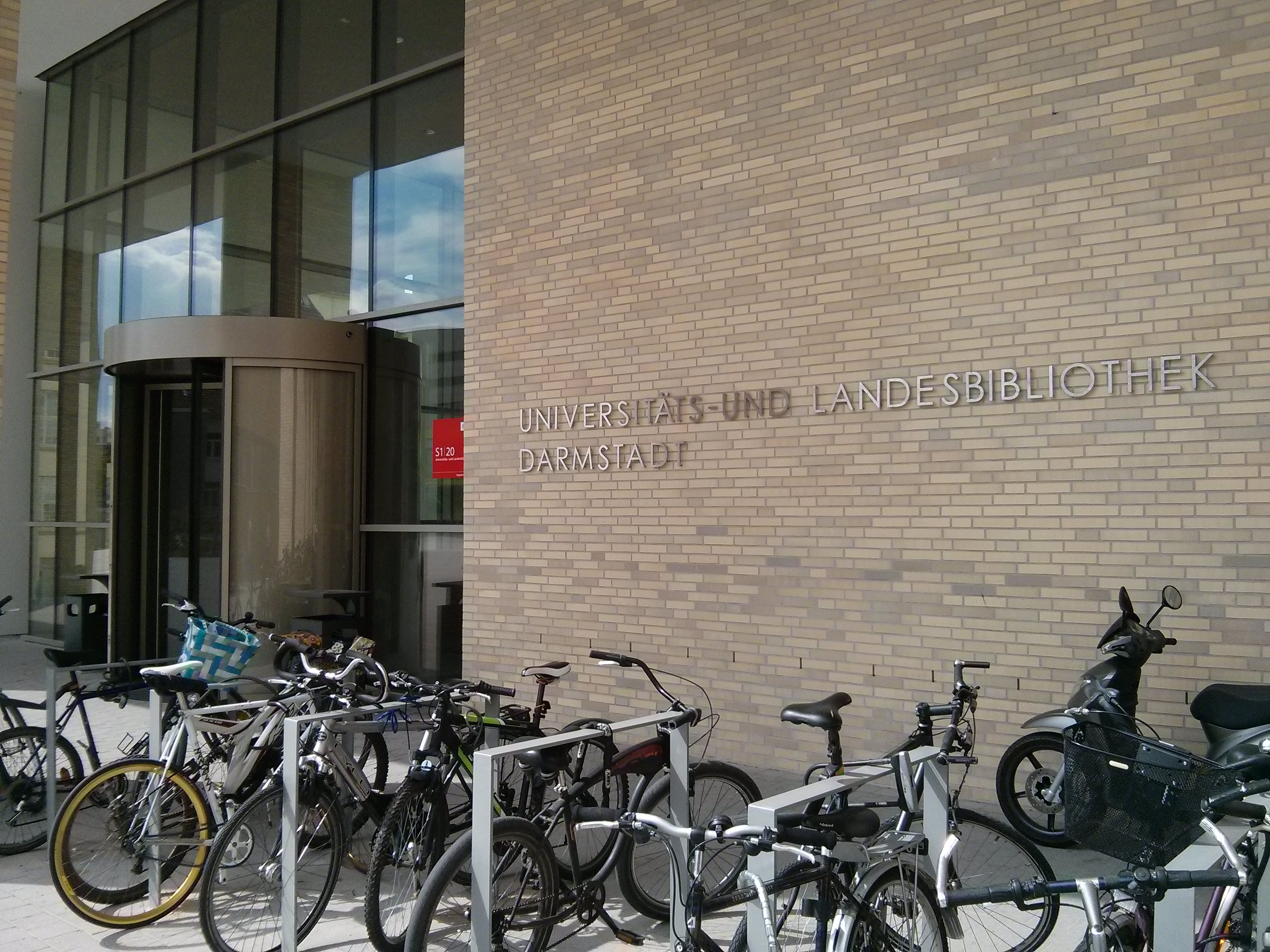
Haupteingang des Neubaus ULB Stadtmitte

Die Universitäts- und Landesbibliothek Darmstadt (ULB) ist die zentrale Einrichtung für die Literaturversorgung der Technischen Universität Darmstadt. Sie dient der Forschung, der Lehre und dem Studium an der TU Darmstadt und an den Ausbildungs- und Forschungseinrichtungen der Region. Als wissenschaftliche Bibliothek versorgt sie auch die Bevölkerung Südhessens sowie die hier angesiedelten Behörden und Kulturinstitute mit Literatur. Ihre Sammelschwerpunkte sind naturwissenschaftlich-technische Werke, geistes- und gesellschaftswissenschaftliche sowie landeskundliche Literatur.
Seit 1805 ist die ULB Pflichtexemplarbibliothek für den Bereich Südhessen und die Region Gießen. Außerdem ist sie Depot- und Tauschbibliothek für die Deutsche Akademie für Sprache und Dichtung und den Verein für hessische Geschichte und Landeskunde.
In den drei Bibliotheksbauten ULB Stadtmitte, ULB Lichtwiese und ULB Schloss stehen rund 1.300 Arbeitsplätze zur Verfügung, darunter zahlreiche Einzel- und Gruppenarbeitsräume. Regelmäßig werden Workshops und Rundgänge sowie Ausstellungen zu unterschiedlichen Themen angeboten. Die Bibliothek bietet ein breites Spektrum aktueller Informationsmedien in gedruckter und digitaler Form. Insgesamt stehen ca. 4 Millionen elektronische und gedruckte Medien sowie eine Vielzahl von Datenbanken zur Verfügung. Die häufig genutzte Literatur ist überwiegend freihand aufgestellt. Ältere, z. T. weniger gefragte oder historisch bedeutsame Bestände können aus dem geschlossenen Magazin bestellt werden. Über „TUfind“, das Suchportal der ULB, können alle Bestände online recherchiert werden.
Der International Standard Identifier for Libraries and Related Organizations (ISIL) gemäß ISO 15511 lautet für die ULB Stadtmitte DE-17, für die ULB Lichtwiese DE-17-2.

## Geschichte

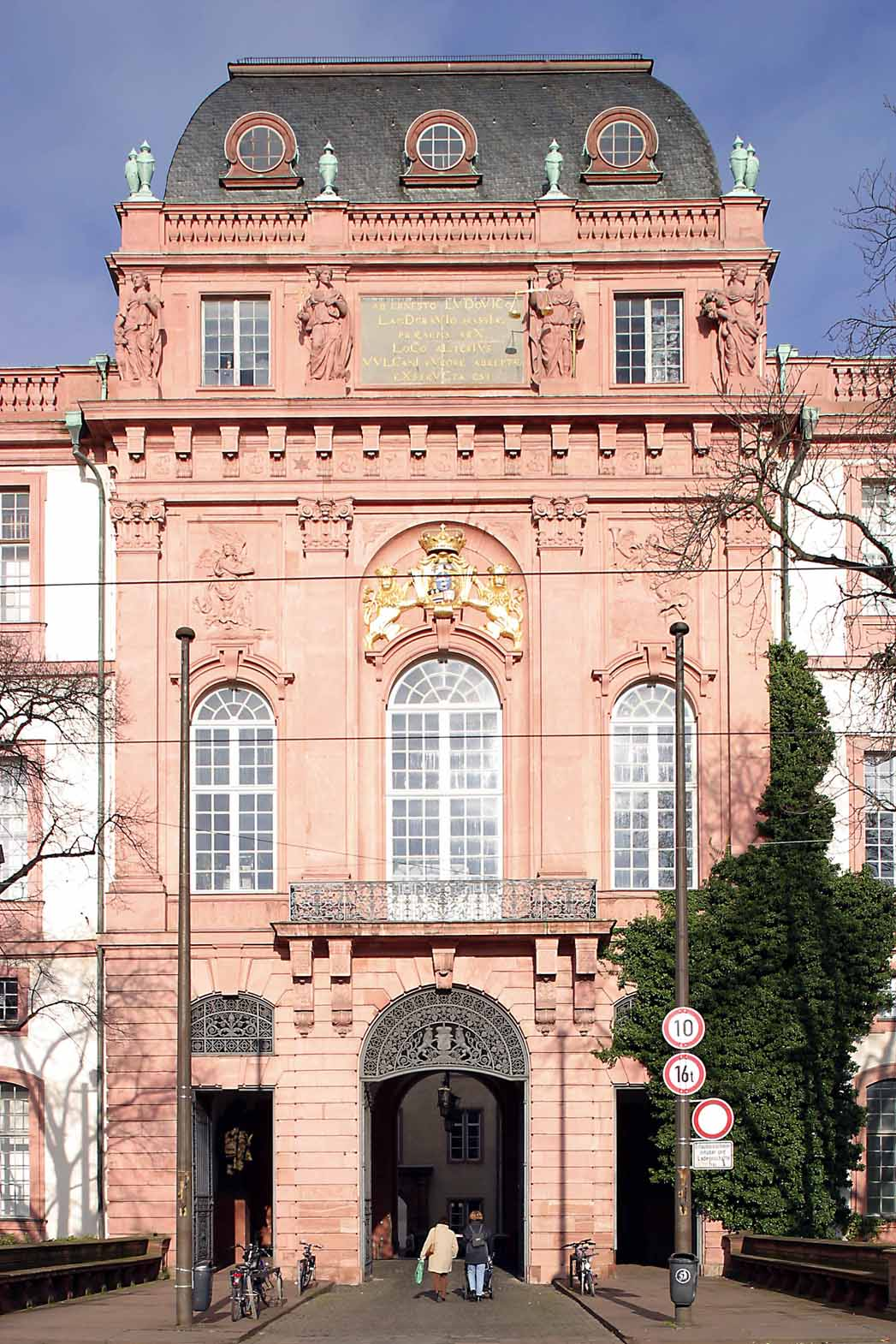
Der alte Standort der Universitäts- und Landesbibliothek im Darmstädter Residenzschloss

Den Grundstock der Bibliothek bildete die Büchersammlung Landgraf Georgs I., die dieser nach der Teilung Hessens bei seinem Regierungsantritt 1567 von Kassel nach Darmstadt brachte. Das Jahr 1568, in dem erste Bücherkäufe belegt sind, wird als Gründungsdatum der Darmstädter Hofbibliothek angenommen. 1685 wurde die Hofbibliothek erstmals geschlossen aufgestellt. Der erste Bibliothekar war Johann Balthasar Moscherosch, der 1685 sein Amt antrat. Den größten Zuwachs erlebte die Bibliothek unter Landgraf Ludwig X., dem späteren Großherzog Ludewig I., der sich durch den gezielten Erwerb von Privatbibliotheken für die Vermehrung des Bestandes einsetzte. Während der Säkularisation von 1803 gelangten eine Reihe von Klosterbibliotheken in die Hofbibliothek. Eine besondere Bedeutung hatte die Sammlung von Adolf von Hüpsch, die nach dessen Tod 1805 nach Darmstadt kam. 1817 öffnete sich die von Ernst und Andreas Schleiermacher betreute Hofbibliothek als Großherzogliche Bibliothek und war für das allgemeine Publikum an fünf Tagen in der Woche zugänglich. 1871 wurden die Großherzogliche Militärbibliothek und 1873 die Musikalien der Hofmusikbibliothek eingegliedert.
1902 besaß die Darmstädter Bibliothek 454.000 Bände und zählte zu den neun größten Bibliotheken des Deutschen Reiches. 1917 erhielt sie den Titel „Hof- und Landesbibliothek“ und 1920 schließlich „Hessische Landesbibliothek“. 1921 wurden die Bibliothek des Landestheaters und 1931 die Bibliothek des Hessischen Gewerbemuseums übernommen. Auf diesem Wege gelangte auch die Patentschriftenauslegestelle ins Schloss. Als Dauerleihgabe kam 1922 die Freiherrlich von Closen-Günderrodische Fideikommiß-Bibliothek aus Höchst an der Nidder in die Landesbibliothek (Schriften des 16.–18. Jahrhunderts).
Im Jahre 1932 siedelte die Hessische Landesbibliothek vom Südostflügel, wo sie über 115 Jahre untergebracht war, in den Südwestflügel des Residenzschlosses. Dort wurden neue Räumlichkeiten und insbesondere ein großer allgemeiner Lesesaal und ein kleiner Lesesaal für Zeitschriften hergerichtet. Der seit 1929 amtierende Direktor Hanns Wilhelm Eppelsheimer wurde im September 1933 aus dem Amt gedrängt. Ihm folgte der Heimatforscher und Bibliothekar Karl Esselborn als Direktor nach.
Die bislang größte Zäsur in der Geschichte der Landesbibliothek setzte am 11. September 1944 die Darmstädter Brandnacht, durch die ca. 400.000 von 720.000 Bänden verbrannten.
Ein ähnliches Schicksal erlitt die 1872 gegründete Bibliothek der Technischen Hochschule, die seit 1895 im Hauptgebäude untergebracht war und ca. 80.000 von 120.000 Bänden verlor. Ein Erlass des Hessischen Ministers für Kultus und Unterricht vom 16. August 1948 verfügte die Zusammenlegung der Hessischen Landesbibliothek und der Bibliothek der Technischen Hochschule zur „Hessischen Landes- und Hochschulbibliothek Darmstadt“.
Der Wiederaufbau der fusionierten Bibliothek wurde von Hans Rasp begonnen und in den 1960er Jahren von Erich Zimmermann abgeschlossen. 1971 erhielt die Bibliothek auf dem Campus der Technischen Universität Darmstadt auf der Lichtwiese einen zweiten Standort. Auf Grund der Raumnot im Schloss mussten 1989 das Patentinformationszentrum sowie 1993 die Theatergeschichtliche Sammlung und die Kartensammlung ausgelagert werden. 1994 bis 1997 erfolgte eine grundlegende Renovierung der Lesesäle im Ostflügel des Schlosses. Die 90er Jahre waren geprägt durch die Einführung der elektronischen Datenverarbeitung.
Bis 1999 war die „Hessische Landes- und Hochschulbibliothek“ dem Ministerium für Wissenschaft und Kunst unmittelbar unterstellt. Sie wurde im Januar 2000 organisatorisch in die Technische Universität Darmstadt eingegliedert und heißt seit dem 24. Februar 2004 „Universitäts- und Landesbibliothek Darmstadt“ (ULB).
Am 12. November 2012 wurde der Neubau der Zentralbibliothek auf dem Campus Stadtmitte, der auch eine Vielzahl von Bereichsbibliotheken zusammenführt, für die Benutzer eröffnet. Die neue ULB Stadtmitte sieht von oben betrachtet wie ein „kleines b“ oder die „Ziffer 6 oder 9“ aus.
Nach nur zweijähriger Bauzeit wurde im Mai 2013 der Neubau eines Hörsaal- und Medienzentrums (HMZ) auf dem Campus Lichtwiese für das Publikum freigegeben. In diesem Gebäude hat die ULB Lichtwiese ihr Domizil. Ebenso wie in der ULB Stadtmitte sind auch hier die aufgestellten Medien auf die Bedürfnisse der angesiedelten Fachgebiete ausgerichtet.
im Frühjahr 2023 wurde wieder ein Standort der ULB am alten Standort im Residenzschloss eröffnet, der Teile des geistes- und sozialwissenschaftlichen Buchbestand, passend zum im Schloss angesiedelten Fachbereich 2 der TU Darmstadt, anbietet. Zudem ist das Zentrum für Digitale Editionen Darmstadt (ZEiD) dort untergebracht.

## Leitungen
Leiter der Hofbibliothek (ab 1568):
- 1685–1703: Johann Balthasar Moscherosch
- 1710–1717: Georg Christian Lehms
- 1717–1723: Heinrich Walther Gerdes
- 1723–1736: Johann Hagenbusch
- 1736–1750: Johann Philipp Jung
- 1750–1761: Johann Martin Wenck
- 1762–1777: Ludwig Gottlieb Buchner
- 1777–1803: Helfrich Bernhard Wenck
- 1803–1811: Friedrich Ludwig Wagner
- 1811–1830: Andreas Schleiermacher
- 1830–1856: Karl August Ludwig Feder
- 1856–1873: Johann Wilhelm Mitzenius
- 1873–1885: Philipp Alexander Ferdinand Walther
- 1885–1894: Wilhelm Maurer
- 1894–1904: Gustav Nick
- 1904–1923: Adolf Schmidt

Leiter (Direktor) der Hessischen Landesbibliothek (ab 1920):
- 1924–1929: Ludwig Voltz; Stellvertreter ab 1925 Karl Bader
- 1929–1933: Hanns Wilhelm Eppelsheimer
- 1933–1935: Rudolf Blank
- 1935–1940: Karl Esselborn
- 1942–1945: Reinhard Fink
- 1945: Hanns Wilhelm Eppelsheimer
- 1946: Hans Rasp

Leiter der Hochschulbibliothek (ab 1872):
- 1872–1878: Philipp Waibler
- 1878–1881: Otto Roquette
- 1881–1894: Gustav Eger
- 1894–1896: Otto Roquette
- 1896–1901: Philipp Hangen
- 1905–1918: Friedrich Graefe
- 1918–1924: Jakob Horn
- 1924–1941: Friedrich List
- 1941–1944: Rudolf Geil
- 1945–1948: Hans Rau

Leiter der Hessischen Landes- und Hochschulbibliothek (ab 16. Juli 1948):
- 1948–1961: Hans Rasp
- 1961–1963: Ludwig Borngässer
- 1964–1977: Erich Zimmermann
- 1977–1999: Yorck A. Haase
- 1999–2004: Hans-Georg Nolte-Fischer

Leiter der Universitäts- und Landesbibliothek (seit 24. Februar 2004):
- 2004–2017: Hans-Georg Nolte-Fischer
- 2017–heute: Thomas Stäcker

## Die Abteilungen der ULB

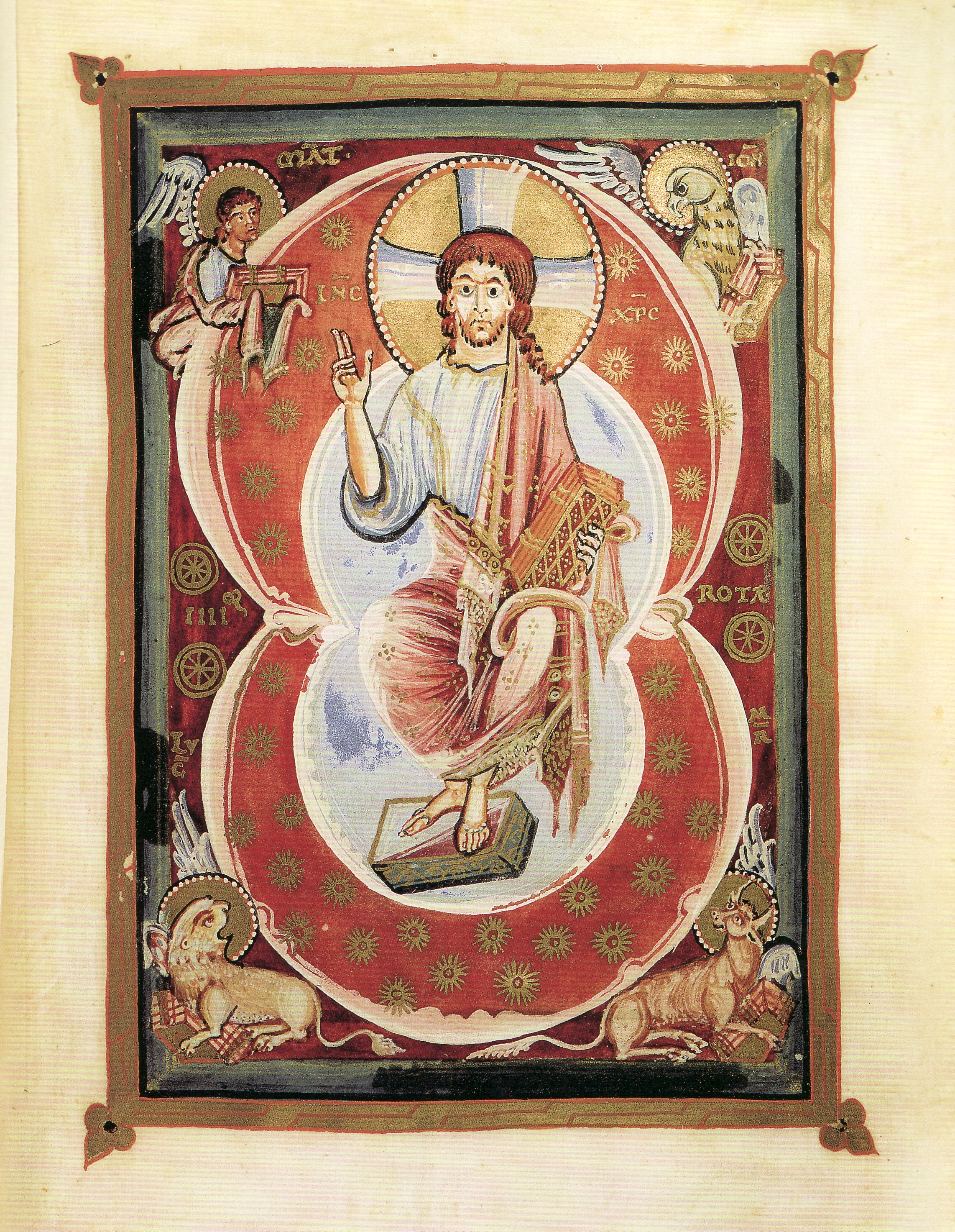
Majestas Domini aus dem Hitda-Codex, einer der wertvollsten Handschriften der Bibliothek

Die ULB setzt sich aus der Direktion, den Stabsstellen Personal und Aus- & Fortbildung, Öffentlichkeitsarbeit sowie Haushalts- & Statistik zusammen und verfügt über sechs Abteilungen.
Abteilung 1: Bestandsentwicklung und Erschließung
Die Abteilung 1 beschäftigt sich unter anderem mit der Erwerbung und Erschließung von Medien. Dieser Geschäftsgang ist thematisch auf die Fachteams „Geistes- und Sozialwissenschaften“, „Mathematik, Natur- und Ingenieurwissenschaften“ sowie „Natur- und Ingenieurwissenschaften, Kultur und Architektur“ verteilt. Hinzu kommt das Team Lizenzen und Rechte, das als Anlaufstelle für die Lizenzen elektronischer Ressourcen und diverse Rechtsfragen fungiert.
Abteilung 2: Service, Information und Publizieren
In Abteilung 2 werden Tätigkeiten mit Außenwirkung und Service-Funktion zusammengefasst. Dazu zählen die Bereiche Service und Information, Informationskompetenz, Fernleihe, Digitales Publizieren, Webangebote, Patent-Beratungen und -Recherchen für Mitglieder der TU Darmstadt (bis 31. März 2025: Patent- und Markenzentrum Rhein-Main als Patentinformationszentrum) sowie das Europäische Dokumentationszentrum.
Das Europäische Dokumentationszentrum (EDZ) berät, recherchiert und informiert zu allen Themenbereichen der Europäischen Union. Als Ansprechpartner für Wissenschaft, Wirtschaft und Region arbeitet es eng mit den EU-Institutionen und deren Informationsnetzwerken zusammen.
Abteilung 3: Informationstechnologie, Forschung und Entwicklung
Die Abteilung Informationstechnologie, Forschung und Entwicklung ist eine zentrale Abteilung innerhalb der ULB mit einer großen Bandbreite an Aufgaben. Hierzu gehören insbesondere die Versorgung der Bibliothek mit Kommunikationsinfrastruktur sowie die Sicherstellung und Wartung des laufenden Betriebs des lokalen Bibliotheksmanagementsystems. Die Abteilung betreibt und entwickelt die webbasierten Angebote der ULB. Ebenso beschäftigt sich die Abteilung mit Langzeitarchivierung und Forschungsdatenmanagement.
Abteilung 4: Historische Sammlungen

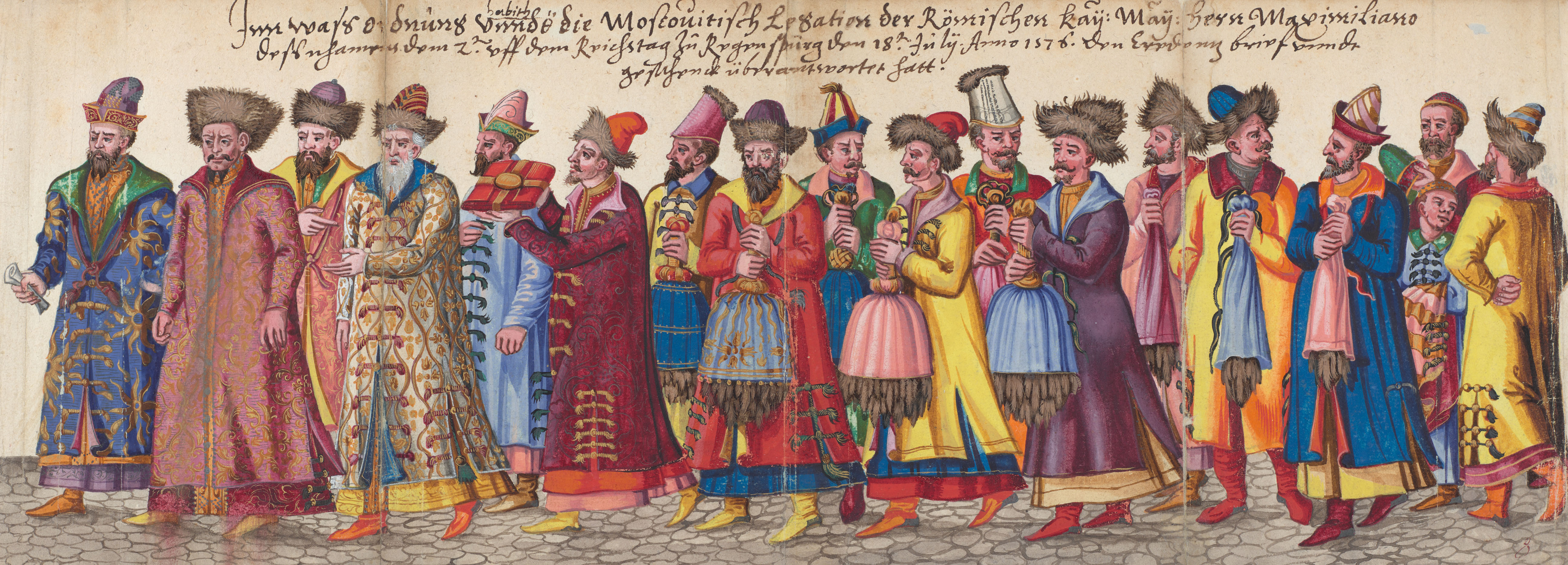
Der Thesaurus Picturarum ist eines der Werke, die aus dem Bestand der Hofbibliothek kamen – hier: Die russische Gesandtschaft auf dem Reichstag zu Regensburg 1576

Die ältesten Bestände der ULB entstammen der landgräflichen Hofbibliothek. Nach der Säkularisation gelangten weitere wertvolle mittelalterliche Handschriften aus südhessischen und westfälischen Klöstern in die Bibliothek. Diese Bestände wurden durch die Sammlung von Adolf von Hüpsch ergänzt, die als Vermächtnis an Ludwig X. fiel. Insgesamt umfasst der Bestand heute über 8.600 Handschriften und 2.050 Wiegendrucke verschiedener Wissensgebiete vom 9. bis ins 20. Jahrhundert. Zu den schönsten Codices zählen der Hitda-Codex, der Gero-Codex und die Goldene Bulle (beide aufgenommen in die Liste des UNESCO Weltdokumentenerbes), die Vita Annonis Minor und das Lochner Gebetbuch. Neben Handschriften und Inkunabeln umfasst die Abteilung historische Drucke des 16. bis 18. Jahrhunderts sowie bibliophile Ausgaben, Pressendrucke und Künstlerbücher.
Die Musiksammlung verwahrt 4.774 Autografen vor allem aus barocker und frühklassischer Zeit, in deren Zentrum das Gesamtwerk des Darmstädter Hofkapellmeisters Christoph Graupner steht.
Einen weiteren Sammelschwerpunkt bilden die 150 Nachlässe von Persönlichkeiten mit historischem Bezug zur Stadt Darmstadt bzw. zur Region. Zu den bedeutendsten gehören die Nachlässe des Philosophen Hermann Graf Keyserling und seines Großvaters Alexander Graf Keyserling.
Das Digitalisierungszentrum (DIZ) als Arbeitsbereich der Informationstechnologie, Forschung und Entwicklung koordiniert und organisiert die Digitalen Sammlungen Darmstadt, den Reproservice (Digitalisierung on Demand) der ULB, sowie Dienste und Infrastruktur rund um diesen Themenbereich.
Abteilung 5: Bestandserhaltung
Die ULB verfügt über eine eigene Abteilung Bestandserhaltung, welche sich aus der Restaurierwerkstatt, Prävention, der Zeitungs- und Einbandstelle und dem Magazin zusammensetzt. Sie ist eine abteilungsübergreifende Einrichtung mit den Schwerpunkten der präventiven, konservatorischen und restauratorischen Bestandserhaltung. Diese umfasst die Organisation, Koordination und Durchführung aller Bestandserhaltungsmaßnahmen.
Abteilung 6: Verwaltung
In der Verwaltung werden die internen Aufgaben Haushalt, Schließanlage und Schlüsselverwaltung, Technische Infrastruktur und Poststelle gebündelt.

## Sondersammlungen
Die Theatersammlung dokumentiert die Aufführungen des Darmstädter Staatstheaters und seiner Vorläufer und gehört zu den wenigen Spezialsammlungen dieser Art im deutschen Sprachraum. Die ältesten Belege stammen aus der zweiten Hälfte des 18. Jahrhunderts. Heute werden hauptsächlich Bühnenbild- und Kostümentwürfe, Szenenfotos, Künstlerporträts, Programmhefte und -bücher, Plakate, Presseberichte, Bühnenjahrbücher und Theaterzeitschriften archiviert.
Die Kartensammlung der ehemaligen Hofbibliothek reicht bis in die Anfänge der Landgrafschaft Hessen-Darmstadt im 16. Jahrhundert zurück. Der größte Teil besteht aus gedruckten Karten mit ca. 26.000 Einzelblättern. Weitere Teile beinhalten Kriegs- und Manöverkarten, sowie handgezeichnete Karten und Pläne, darunter Stadt- und Gemarkungspläne, Gartenanlagen und Parks. Sammlungen von Ortsansichten und Porträts sowie eine Plakatsammlung mit politischen und graphischen Plakaten schließen sich an.